# Das Geheimnis der Schnallenschuhe
Das Geheimnis der Schnallenschuhe (Originaltitel One, Two, Buckle My Shoe) ist der 28. Kriminalroman von Agatha Christie. Er erschien zuerst im November 1940 im Vereinigten Königreich im Collins Crime Club und im Februar 1941 in den USA bei Dodd, Mead and Company unter dem Titel The Patriotic Murders. Für eine Taschenbuchausgabe 1953 in den USA wurde der Titel noch einmal geändert in An Overdose of Death. Die deutsche Erstausgabe wurde 1951 vom Scherz Verlag in Bern veröffentlicht. 2022 erschien im Atlantik Verlag eine Neuübersetzung von Michael Mundhenk.
Es ermittelt Hercule Poirot gemeinsam mit Chefinspektor Japp.

## Erklärung des Romantitels
Der Originaltitel geht auf einen in Großbritannien sehr bekannten Abzählreim zurück:
One, two, Buckle my shoe;
Three, four, Knock at the door;
Five, six, Pick up sticks;
Seven, eight, Lay them straight:
Nine, ten, A big fat hen;
Eleven, twelve, Dig and delve;
Thirteen, fourteen, Maids a-courting;
Fifteen, sixteen, Maids in the kitchen;
Seventeen, eighteen, Maids a-waiting
Nineteen, twenty, My plate’s empty
Die einzelnen Reime verwendet Christie für die Überschriften der einzelnen Kapitel. Solche Kinderreime finden sich auch noch in anderen Romanen, so in Hickory Dickory Dock (dt. Die Kleptomanin), A Pocket Full of Rye (dt. Das Geheimnis der Goldmine) und wohl am berühmtesten in And Then There Were None (dt. Und dann gabs keines mehr).

## Handlung
Agatha Christie wurde zu dem Roman durch den Mordfall Buck Ruxton inspiriert.
Als Poirot die Praxis seines Zahnarztes Henry Morley verlässt, beobachtet er die Ankunft von Mabelle Sainsbury Seale. Er trägt ihr eine glänzende Schnalle von ihrem Schuh nach, die sie verloren hat. Später erfährt er, dass Morley durch einen Pistolenschuss getötet wurde. Zwischen Poirots Termin und dem Tod von Morley waren nur drei Patienten in der Praxis: der Bankier Alistair Blunt, Mabelle und ein griechischer Erpresser, der sich Amberiotis nannte. Die Beteiligung einer Person mit nationaler Bedeutung (Blunt) führt dazu, dass Japp den Fall übernimmt. Amberiotis wird ebenfalls gefunden, gestorben an einer Überdosis eines Betäubungsmittels. Man nimmt nun an, dass sich Morley nach dem Unfall mit Amberiotis selbst erschoss.
Die Bewegungen in der Zahnarztpraxis sind nicht schlüssig. Morleys Partner scheint zwar ein windiger Zeitgenosse zu sein, hat aber kein Motiv. Die Sekretärin wurde mit einem falschen Telegramm weggelockt. Ihr Freund Frank Carter hat ein schwaches Motiv, weil Morley versucht hatte, ihn und Gladys auseinanderzubringen. Ebenfalls beteiligt ist Howard Raikes, ein linker Aktivist und Gegner Blunts, der heftig in dessen Nichte verliebt ist. Aber all das ist Poirot nicht genug, um eine zum Suizid alternative Hypothese zu entwickeln.
Dann verschwindet Mabelle. Die Suche nach ihr führt in die Wohnung von Mrs Albert Chapman, wo eine Leiche gefunden wird. Sie wird anhand der Schnallenschuhe als Mabelle identifiziert. Das Gesicht der Leiche ist aber so zugerichtet, dass Poirot Zweifel kommen. Es stellt sich heraus, dass die Leiche nicht Mabelle, sondern Mrs Chapman ist. Die Jagd nach Mabelle geht weiter.
Poirot beschäftigt sich nun mit dem Leben der Familie Blunt. Nachdem auf Alistair Blunt ein Mordanschlag verübt wurde, bei dem Raikes Zeuge war, wird Poirot in Blunts Haus eingeladen. Während seines Aufenthaltes wird ein zweiter Anschlag verübt, der offensichtlich durch Raikes vereitelt wird. Die Waffe, die für die beiden Anschläge verwendet wurde, findet sich in der Hand von niemand anderem als Frank Carter, der unter falschem Namen einen Job als Gärtner im Haus angenommen hat. Als sich herausstellt, dass er auch noch in der Praxis von Morley gesehen wurde, scheint er der Mörder zu sein.
Auf dem Höhepunkt des Romans – eine der düstersten Szenen der Poirot-Romane überhaupt – erkennt Poirot, dass der wahre Mörder entkommen kann, wenn Carter weiter lügt, und es gelingt ihm, aus Carter die Wahrheit herauszupressen: Morley war bereits tot, als Carter in die Praxis kam.
Poirot besucht Alistair Blunt und erklärt die Morde. Mabelle Sainsbury Seale hatte ihn und seine erste Frau Gerda, von der er sich nie hatte scheiden lassen, aus Indien gekannt. Sein Vermögen hatte er jedoch von seiner inzwischen verstorbenen Frau geerbt. Als nun Mabelle auftauchte, befürchtete er das Bekanntwerden seiner Bigamie und den Verlust des Erbes. Nachdem sie Blunt getroffen hatte, erzählte sie die ganze Geschichte Amberiotis, der den Zusammenhang zu dem berühmten Banker herstellte und sofort begann, diesen zu erpressen.
Gerda, die unter verschiedenen Aliasnamen, unter anderem Mrs Albert Chapman, auftritt, lädt Mabelle zu sich ein, ermordet sie und nimmt ihre Identität an. Sie muss sich aber neue Schuhe kaufen, denn die von Mabelle passen ihr nicht. Deshalb glänzten die Schnallen der Schuhe vor der Praxis, denn die falsche Mabelle hat neuere Schuhe als die echte. Das Gesicht von Mabelle wurde also nicht entstellt, weil sie es nicht war, sondern weil sie es war.
Alistair Blunt hatte seinen Termin wahrgenommen, Morley erschossen und dessen Leiche in einem Seitenraum versteckt. Er tat so, als ob er die Praxis verlässt, kehrte aber zurück. Dann tauschte er die Akten von Mabelle und Mrs Albert Chapman aus, damit die Leiche als die Mrs Chapmans identifiziert wird. Anschließend zog er sich den Kittel von Morley an und tötete Amberiotis, der Blunt nicht erkannte, weil er neu bei Morley war.

## Personen
- Hercule Poirot, der berühmte belgische Detektiv
- Chefinspektor Japp von Scotland Yard
- Henry Morley, ein Zahnarzt
- Georgina Morley, seine Schwester
- Gladys Nevill, Morleys Sekretärin
- Martin Alistair Blunt, ein hochkarätiger Bankier und Politiker
- Julia Olivera, die Schwester von Blunts verstorbener Frau
- Jane Olivera, Julias Tochter
- Howard Raikes, Jane Oliveras Geliebter, ein linker politischer Aktivist
- Amberiotis, der Patient, der an einer Überdosis starb
- Mr. Barnes, ein Patient und ehemaliger Mitarbeiter des Innenministeriums
- Mabelle Sainsbury Seale, eine Patientin
- Frank Carter, Gladys' undurchsichtiger Freund
- Reilly, ein weiterer Zahnarzt
- Georges, Poirots Diener

## Bezüge zu anderen Werken
- Im Kapitel 7 erinnert sich Poirot an die Juwelendiebin Countess Vera Rossakoff. Rossakoff ist die Frau in Poirots Leben, für die er die größten Gefühle hegte, die er vielleicht sogar liebte. Sie ist dem Leser aus Kapitel 6 des Romans Die großen Vier bekannt.
- Im Kapitel 8 wird an den Fall Die Ställe des Augias erinnert, eine Kriminalgeschichte, die im März 1940 im Strand Magazine erschienen war und 1974 in die Sammlung Die Arbeiten des Herkules aufgenommen wurde.

In diesem Roman hat Chefinspektor Japp seinen letzten Auftritt. Insgesamt ist er seit Das fehlende Glied in der Kette in sieben Romanen und mehreren Kriminalgeschichten mit von der Partie.

## Politik
In dem zu Beginn des Zweiten Weltkrieges entstandenen Roman wird Christie deutlich politisch. So deutlich wird sie in ihrem Werk sonst nur in den Romanen um das Geheimdienst-Pärchen Tommy und Tuppence Beresford. So ist der zunächst verdächtige Frank Carter ein Mitglied der britischen Faschisten, Raikes Kommunist und Blunt ein Vertreter des konservativen Establishments. Sie bekennt sich zum Konservatismus als stabilisierendem Element in instabilen Zeiten, setzt aber letztendlich, ausgedrückt in den Worten Poirots, die Gerechtigkeit und das Recht des Einzelnen auf Leben über die Staatsraison. Daher entschließt sich Poirot nach langem Ringen, den ihm sympathischen Blunt zugunsten des ihm unsympathischen Carter der Gerechtigkeit auszuliefern. Der Kommunist Raikes wird, obwohl die Autorin seine Ansichten nicht billigt, letztendlich als politisch verwirrt, aber menschlich anständig gezeichnet. So gibt Poirot Raikes und der mit seinen Ansichten sympathisierenden Verlobten Jane mit auf den Weg, bei der von ihnen geforderten neuen Freiheit innerhalb der Gesellschaft das Mitleid nicht zu vergessen („Let there be freedom and let there be pity“).
Der Grieche Amberiotis wird als zwielichtiger und unangenehmer Charakter gezeichnet. Ähnlich über Griechen äußert sich Christie bereits in Der ballspielende Hund.

## Verfilmungen
Der Roman wurde 1992 für die Fernsehserie Agatha Christie’s Poirot mit David Suchet als Poirot verfilmt. Die Verfilmung hält sich eng an die Vorgaben des Romans, lässt aber einige Personen aus, wie zum Beispiel Raikes. Blunts Nichte spielt deshalb auch nicht so eine große Rolle wie im Roman. Die deutsche Synchronfassung trägt den Titel Himmel und Hölle.

## Wichtige englischsprachige und deutschsprachige Ausgaben
- 1940 Collins Crime Club (London), November 1940
- 1941 Dodd Mead and Company (New York), Februar 1941
- 1951 deutsche Erstausgabe im Scherz Verlag Bern
- 2021 Neuübersetzung von Michael Mundhenk im Atlantik Verlag

Die erste Veröffentlichung des Romans erfolgte in neun Fortsetzungen in den USA im Collier's Weekly Magazin vom 3. August 1940 (Volume 106, Nummer 5) bis 28. September 1940 (Volume 106, Nummer 13) unter dem Titel The Patriotic Murders mit Illustrationen von Mario Cooper.

## Hörbücher
Im Juni 2016 ist dieser Roman im Hörbuchverlag als Hörbuch (ISBN 3-8445-2089-9), gelesen von Oliver Kalkofe, erschienen.